# Anne Mette Hansen
Anne Mette Hansen (født 25. august 1994) er en dansk håndboldspiller, der spiller i Metz Handball og det danske kvindelandshold. Tidligere har hun spillet alle sine ungdomsår i barndomsklubben FHH90 (Fløng Hedehusene håndbold), indtil 2010, hvor hun tog på Københavns Idrætsefterskole samtidig med at hun skiftede til Ajax København. I 2014 skiftede hun til København Håndbold, men valgte i 2017 at tage turen til ungarske Győri Audi ETO KC.
Hun debuterede på A-landsholdet 27. oktober 2013 og blev udtaget til truppen til VM-slutrunden i december samme år. Her var hun med til at vinde bronze medaljer ved VM i Serbien. Det var de første medaljer de danske kvinder havde vundet i ni år. Danmark slog Polen i bronzekampen 30-26.
Anne Mette Hansen spiller primært venstre back og har haft en lang karriere på ungdomslandsholdene, hvor hun vandt sølv ved U/17-EM, guld ved U/18-VM og bronze ved U/19-EM. I sidstnævnte turnering blev hun valgt som bedste venstre back.
Hun var med til at vinde bronzemedaljer med Danmark ved VM i kvindehåndbold 2021 i Spanien.

## Meritter
- EHF Champions League:
  - Vinder: 2018, 2019
- Nemzeti Bajnokság I
  - Vinder: 2018, 2019, 2022, 2023
- Magyar Kupa:
  - Vinder: 2018, 2019, 2021